# З
З (kleingeschrieben з) ist ein kyrillischer Buchstabe und Teil des russischen und anderer Alphabete. Seine Aussprache ist /⁠z⁠/ – ein stimmhaftes S, wie es zum Beispiel im deutschen Wort „Sonne“ vorkommt, bzw. palatalisiert /zʲ/.
Das Ursprung des З ist der glagolitische Buchstabe Semlja (), der wahrscheinlich eine Variante des griechischen Zeta darstellt. Dieser Buchstabe hatte einen Zahlenwert von 9 im glagolitischen Zahlensystem. Der Buchstabe wurde ins frühkyrillische Alphabet übernommen, wo er fortan den Zahlenwert 7 des kyrillischen Zahlensystems annahm.
Im ersten Entwurf der bürgerlichen Schrift unter Zar Peter dem Großen von 1708 wurde das З abgeschafft und dem Ѕ der Lautwert z zugewiesen. In der späteren Version von 1710 hingegen wurde das Gegenteil getan (Ѕ abgeschafft, З beibehalten). Bis 1735 waren beide Varianten in Gebrauch; danach setzte sich die Variante mit З durch.
In der alten Orthografie des Zhuang wurde der Buchstabe für den 3. Ton verwendet, da es der Zahl 3 ähnlich sieht. In der Reform von 1986 wurde es durch das J ersetzt.

## Zeichenkodierung
| Standard  | Standard    | Majuskel З                 | Minuskel з               |
| --------- | ----------- | -------------------------- | ------------------------ |
| Unicode   | Codepoint   | U+0417                     | U+0437                   |
| Unicode   | Name        | CYRILLIC CAPITAL LETTER ZE | CYRILLIC SMALL LETTER ZE |
| UTF-8     | UTF-8       | D0 97                      | D0 B7                    |
| XML/XHTML | dezimal     | &#1047;                    | &#1079;                  |
| XML/XHTML | hexadezimal | &#x0417;                   | &#x0437;                 |